# Mont Sir Sandford
Le mont Sir Sandford est le plus haut sommet de la chaîne Selkirk en Colombie-Britannique, dans la chaîne Columbia.
Culminant à 3 519 m d'altitude, c'est un des douze plus hauts sommets de la province. Il a été nommé en l'honneur de Sir Sandford Fleming (1827-1915), ingénieur et inventeur canadien.
La première ascension réussie a été réalisée en 1912 par Howard Palmer.